# Haunted Heart
Haunted Heart (también conocida como Isla perdida o Isla perdida (Haunted Heart) en España) es una película hispano-colombiana de habla inglesa de thriller y romance de 2024, dirigida por Fernando Trueba, quien la coescribió junto a Rylend Grant. Está protagonizada por Aida Folch, Matt Dillon y Juan Pablo Urrego. Se estrenó de forma mundial el 20 de julio de 2024 como la película de apertura del Atlántida Film Festival, y luego se estrenó en cines españoles el 23 de agosto de 2024, con distribución de BTeam Pictures.

## Trama
Álex (Aida Folch) es una española que comienza un nuevo trabajo en verano como camarera en un restaurante de una isla perdida en Grecia. A pesar de ganarse rápidamente la confianza del brasileño Chico (Juan Pablo Urrego), Álex se enamora de Max, el norteamericano que regenta el establecimiento (Matt Dillon). Mientras su amor florece, se empiezan a descubrir inquietantes pistas sobre el oscuro y misterioso pasado de Max.

## Reparto
- Aida Folch como Álex
- Matt Dillon como Max
- Juan Pablo Urrego como Chico
- Kika Georgiou
- Polydoros Vogiatzis

## Producción
Fernando Trueba originalmente empezó a escribir el guion de Haunted Heart en 2006, pero por numerosos motivos, incluyendo la priorización de otros proyectos o el hecho de que fue escrito en inglés, su producción fue retrasada durante varios años. Según Trueba, las principales influencias del guion fueron las obras de Alfred Hitchcock y Patricia Highsmith.
Finalmente, en julio de 2022, se anunció que Trueba rodaría la película a partir de septiembre de 2022, con Aida Folch, Matt Dillon y Juan Pablo Urrego como protagonistas. El rodaje de la película tuvo lugar a lo largo de otoño de 2022 en la isla griega de Trikeri. En mayo de 2024, se anunció que el título de la película en España sería Isla perdida, debido a que a Trueba no le gustó ninguna de las traducciones del título original en inglés.
El presupuesto de Haunted Heart es de 4.7 millones de euros, incluyendo un millón de euros procedente de las ayudas generales del ICAA.

## Lanzamiento y marketing
En mayo de 2024, se anunció, junto con el nuevo título, que Haunted Heart se estrenaría en cines de España el 23 de agosto de 2024, con distribución de BTeam Pictures. En junio de 2024, se anunció que la película tendría su estreno mundial en la edición física del Atlántida Film Festival de Mallorca, organizado por Filmin, como la película de apertura el 20 de julio de 2024. En julio de 2024, BTeam Pictures lanzó el tráiler de la película.